# Famille Dolez
La famille Dolez, originaire de Mons en Hainaut, est une famille à laquelle appartiennent plusieurs éminents juristes qui ont constitué l'État belge au 19e siècle.

## Personnalités
- Jean-François-Joseph Dolez (1764- inconnu), avocat et jurisconsulte
- François Dolez (1806-1883), avocat, bourgmestre de Mons, sénateur
- Hubert Dolez (1808-1880), avocat, président de la Chambre des représentants, sénateur, ministre d'État
- Hubert Dolez (1833-1898), ministre plénipotentiaire, gouverneur de la province de Brabant[1]

## Membres de la  famille auxXXeetXXIesiècles
- Carlos Dolez (1923-1977)
- Marc Dolez né en 1952 à Douai